# CricBuzz
Cricbuzz es un sitio web de noticias de críquet indio bajo la propiedad de Times Internet. Presenta noticias, artículos y cobertura en vivo de partidos de críquet, incluidos vídeos, puntuaciones, comentarios de texto, estadísticas de jugadores y clasificaciones de equipos. Su sitio web también ofrece una aplicación móvil. Cricbuzz es una de las aplicaciones móviles más populares para noticias y resultados de críquet en India

## Historia
Cricbuzz fue fundado por Pankaj Chhaparwal y Pravin Hegde en 2004. En 2010, Cricbuzz comenzó a desarrollar una aplicación móvil para noticias y resultados de críquet en vivo.
En noviembre de 2014, Times Internet, una subsidiaria de Times of India, adquirió una participación mayoritaria en Cricbuzz por una suma no revelada. El sitio web sigue siendo administrado por los fundadores originales.
En enero de 2015, GoCricket, propiedad de Times Internet, se fusionó con Cricbuzz. El sitio web de GoCricket fue redirigido a Cricbuzz y la aplicación móvil GoCricket también se fusionó con la de Cricbuzz.

## Popularidad
En octubre de 2019, Cricbuzz fue clasificada 406 a nivel mundial y 40 en India por Alexa Internet. El sitio fue el séptimo sitio más buscado en India en 2014. La aplicación móvil tiene más de 100 millones de descargas a partir de octubre de 2019 y el sitio web es utilizado por más de 50 millones de usuarios en todo el mundo, generando 2.600 millones de visitas en enero de 2015.

## Patrocinio
En agosto de 2015, Cricbuzz fue nombrado patrocinador principal de la serie de pruebas India-Sri Lanka.